# Skaterhockey
Skaterhockey (officiellt: Inline-Skaterhockey) är en lagsport som spelas med inlines. Under användning av klubba skall en boll (bestående av hårdplast) placeras i motståndarnas målbur. Det lag som gör flest mål vinner matchen. Förutom inlines är utrustningen liksom i ishockey. 
Sporten har sin största popularitet i Schweiz och Tyskland.

## Matchtid
En skaterhockeymatch spelas normalt i 60 minuter på tre perioder om 20 minuter. I ungdomsmatcher är speltiden kortare. På internationell nivå tillämpas effektiv matchtid, vilket innebär att matchklockan stoppas vid varje spelstopp. Bland de olika nationella förbunden varierar matchtiden. I Tysklands högsta och andra högsta liga tillämpas effektiv matchtid, i de lägre ligorna används däremot ineffektiv matchtid - tiden är rullande och stoppas inte vid varje spelstopp. 

## Lag, spelare och utrustning
Ett lag har max 18 spelare - 16 utespelare och två målvakter. Under matchen får maximalt fem spelare från varje lag vara på spelplanen.
Varje spelare har skyddsbeklädnad som består av benskydd, byxor, suspensoar, armbågsskydd, handskar och hjälm. Spelare som inte fylld 18 år än ska också ha en axelskydd, hjälm med galler samt skydd för hals. Målvakter har en särskild utrustning som består av en ansiktsmask med galler, större benskydd, en klubbhandske och en plockhandske.